# Мехран (Альборз)
Мехран (перс. مهران‎) — село на севере Ирана, в остане Альборз. Входит в состав шахрестана Талекан. Является частью дехестана (сельского округа) Бала-Талекан бахша Меркези.

## География
Село находится в северной части Альборза, в горной местности южного Эльбурса, на расстоянии приблизительно 35 километров к северу от Кереджа, административного центра провинции. Абсолютная высота — 2124 метра над уровнем моря.

## Население
По данным переписи 2006 года население села составляло 347 человек (169 мужчин и 178 женщин). В Мехране насчитывалось 116 семей. Уровень грамотности населения составлял 74,35 %. Уровень грамотности среди мужчин составлял 84,62 %, среди женщин — 64,61 %.